# こむろゆい
こむろゆいは、日本の女性歌手。

## 経歴

### デビューまで
1970年代初頭、東京生まれ。1997年10月10日、第11回青山演劇フェスティバルのミュージカル「スパイものがたり」（演劇企画集団66、別役実・作）に楽団として出演。
1999年2月から3月のNHK「みんなのうた」で自作曲「ひとつのドア」（作詞・作曲・歌＝こむろゆい、編曲＝佐橋俊彦、アニメーション＝吉良敬三）が放送される。ライブで歌ってきた『Advance Song』を『ひとつのドア』に改めて放送された。同年8月21日『ひとつのドア』（清水國明「まゆげの唄」とのC/W）でCDデビュー。

### 小室等のユニット「まるで六文銭のように」以降
2000年10月に自然発生的に結成された小室等、四角佳子、及川恒平による音楽ユニット「まるで六文銭のように」のマネージャーを担当。
2001年2月4日放送開始のテレビ朝日アニメ「も〜っと!おジャ魔女どれみ」（2002年1月27日にかけて全50話）のエンドテーマ「たからもの」（作詞・作曲：茅原万起）を歌唱。同年9月18日、自主制作マキシシングル「私も火星に行くんだ!!」（収録曲＝私も火星に行くんだ!!／優しい秘密／いちばん遠い還り道） を発売。同月26日発売のオムニバスアルバム「フォーエバー・ヤング─トリビュート・トゥ・グレート・フォーク・ソングス─」に参加。小室等の「夏が終る」を歌う。
2002年、「神戸新聞」の「フォークソング、人生、そしてあのとき〜リレーエッセイ」に「父と行ったコンサート いつかは、私も武道館へ」を寄稿。同年12月22日、坂庭省悟らの呼びかけによる8時間耐久ライブに出演。同年から翌年にかけて、こむろゆいバンドとして活動。
2004年10月23日、横浜・イギリス館での「まるで六文銭のように」のライブに出演。自作曲が演奏される。
2005年8月から9月にNHK「みんなのうた」で「ひとつのドア」再放送。
2006年、「坂庭省悟トリビュート・アルバム やくそく」に参加。「銀色のランナー」を歌う。

### 「六文銭'09」から親子ユニットへの変遷
2008年11月14日、東京初の「小室等&こむろゆい」ライブ。
2009年1月7日、「高田渡生誕会 還暦」に出演。同年4月22日、「まるで六文銭のように」が「六文銭'09」にユニット名を改め、アルバム『おとのば』をリリース。「ほんとさ」でメインボーカルを担当。同年7月、代島治彦監督・撮影・編集のドキュメンタリー『日本のアウトサイダー・アート』　Vol.1~Vol.10のナレーションを片桐はいり、石川浩司、小室等とともに担当。同年10月、小室等との親子新ユニット「Lagniappe（ラニャップ）」結成を発表。11月17日、Lagniappeデビューアルバム『ここ』完成記念ライブを開催し、12月2日、同アルバムをリリース。